# Pancasila (Indonezja)
Pancasila – oficjalna ideologia założycielska niepodległej Republiki Indonezji. Nazwa pochodzi z języka starojawajskiego i w dosłownym tłumaczeniu oznacza „pięć zasad”. Każda z nich jest symbolicznie przedstawiona w indonezyjskim godle narodowym Garuda Pancasila. 

## „Pięć zasad”
- Wiara w jednego Boga (indonez. Ketuhanan Yang Maha Esa). Zasada ta miała stanowić tolerancję religijną. Podkreślała ona wspólnotę wyznawców monoteistycznych religii. W praktyce miała ona za zadanie umożliwić pogodzenie dążeń konserwatystów i fundamentalistów religijnych ze zwolennikami państwa świeckiego[2]. Zasadę tę symbolizuje pięcioramienna gwiazda odwołująca się do islamu, buddyzmu, religii chrześcijańskich, hinduizmu i sekularyzmu.

- Sprawiedliwość i Humanizm (indonez. Kemanusiaan Yang Adil dan Beradab) jako świadomość przynależności do rodziny wolnych narodów. Tłumaczona też często jako internacjonalizm. Symbolizuje ją łańcuch.

- Nacjonalizm/Jedność Indonezji (indonez. Kebangsaan/Persatuan Indonesia) określana też jako nacjonalizm, przy czym pojęcie to nie ma charakteru wykluczającego, jak w przypadku europejskiej myśli narodowej czy działań politycznych grup nacjonalistycznych. Zasada ta miała podkreślać przynależność różnych grup etnicznych zamieszkujących terytorium byłej kolonii do jednego narodu. Symbolem tej zasady jest drzewo banyan.

- Reprezentatywny rząd (indonez. Mufakat Demokrasi) określana także jako demokracja i brak zgody wobec partykularyzmu. Symbolizuje ją byk.

- Sprawiedliwość społeczna (indonez. Kesejahteraan Sosial). Dosłownie oznacza „opiekę społeczną”, w innych interpretacjach zaliczana jako zasada dobrobytu czy socjalizmu. Miała ona podkreślać potrzebę ciągłego podnoszenia poziomu życia obywateli. Wynikała w dużej mierze z wewnętrznych przekonań Sukarno, iż demokracja sama w sobie nie jest w stanie zapewnić odpowiednich warunków do życia i rozwoju społeczeństwa[3]. Symbolem sprawiedliwości społecznej jest kłos zboża.

## Geneza
Dnia 1 marca 1945 roku utworzono Komitet Badaczy do Przygotowania Niepodległości. Zajmował się on opracowaniem konstytucji przyszłego państwa i przewidywał utworzenie unitarnej republiki z silną władzą centralną prezydenta. Podczas obrad Sukarno w swojej przemowie zaprezentował koncepcję Pancasila, która miała się stać swoistym credo indonezyjskiej państwowości i organizacji politycznej.
Koncepcja ta zdaniem Sukarno miała odzwierciedlać doświadczenia tradycyjnej, indonezyjskiej myśli filozoficznej, włączając przy tym dorobek intelektualny zaczerpnięty z innych religii obecnych na archipelagu. Ostatecznie „pięć zasad” zostało wpisanych do preambuły konstytucji Republiki Indonezji. Zmianie uległ jedynie układ poszczególnych zasad proponowanych wcześniej przez Sukarno.

## Pancasila i „Nowy Porządek”
Reżim generała Suharto ustanowił „pięć zasad” jako ideologię państwową Indonezji. Wyrazem tego jest ustawa prezydencka z 1983 roku (Tap MPR No 11/1983), nakazująca wszelkim instytucjom publicznym stosowanie się do tych zasad. Wprowadzono również obowiązkowe zajęcia „edukacyjne” dotyczące idei (Penataran P4) dla wszystkich uczniów i urzędników państwowych. Indoktrynacja ta miała za zadanie nie tylko umocnić w sferze symbolicznej dyktaturę generała Suharto, ale również dać ideologiczne narzędzie w walce z oponentami politycznymi, którzy jakoby sprzeniewierzyli się zasadom Pancasila.

## Krytyka
Zasada wiary w jednego Boga była między innymi krytykowana przez Międzynarodową Unię Humanistyczną i Etyczną. W opinii organizacji zasada ta, jak również prawo indonezyjskie nakazujące wpisanie wyznawanej religii w dowodach osobistych, ma charakter dyskryminacyjny wobec osób niewierzących.